# San Francisco de Ojuera
San Francisco de Ojuera è un comune dell'Honduras facente parte del dipartimento di Santa Bárbara.
Il comune venne istituito nel 1895.